# Novellen um Claudia
Novellen um Claudia ist der Titel des 1912 veröffentlichten ersten Romans von Arnold Zweig. Aus wechselnden Perspektiven werden Begegnungen und Erfahrungen der Hauptfiguren Claudia Eggerling und Walter Rohme erzählt, die in der Phase ihres Kennenlernens als Verlobte und jung Vermählte ihren Erkenntnisprozess und das gegenseitige Verständnis füreinander als Grundlage ihrer Ehe einleiten.

## Inhalt

### Das Postpaket
Nach einer Aufführung des Götz von Berlichingen begleitet der mittellose Privatdozent Dr. Walter Rohme die von ihm geliebte Claudia Eggeling heim und spürt, dass der Zeitpunkt für eine Liebeserklärung oder eine Trennung unausweichlich gekommen ist. Sein Problem ist nicht nur der krasse Unterschied in den Vermögensverhältnissen – Claudia ist reiche Erbin und Besitzerin einer Villa mit mehreren Hausangestellten –, sondern auch das Wissen um die eigene Unattraktivität. In Claudias Wagen entwickelt sich zuerst ein Gespräch über das soeben gesehene Stück, wobei sich Rohme mit dem „unmännlichen“ Weislingen identifiziert, dann muss er sich Vorwürfe gefallen lassen, dass er nur widerstrebend einer Einladung in die Eggelingsche Loge gefolgt ist. Beim Abendessen zu zweit hält Rohme es für notwendig, Claudia die Geschichte von der Aufgabe eines Postpakets zu schildern, bei der er sich besonders umständlich und ungeschickt verhalten hat. Nach dieser Erzählung hat er das Gefühl, dass er ihr nun endgültig die Augen über seine Inferiorität geöffnet hat, in Wahrheit aber ist sie sich erst dadurch seines liebenswerten Charakters und ihrer Zuneigung zu ihm bewusst geworden.

### Das dreizehnte Blatt
Bereits verlobt, besuchen Claudia (die Ich-Erzählerin dieser Novelle) und Walter den mit ihnen befreundeten Maler Klaus Manth an seinem 35. Geburtstag. Sein „unvergänglich radierter Zyklus Der Künstler und sein Leben“ bedeutet Claudia sehr viel, vor allem das dreizehnte Blatt – die Göttin Aphrodite schwebt über einem Kranz nackter, sich liebender Menschen. Noch auf der Fahrt zu Manth kommt die Rede auf ein weiteres Meisterwerk des Künstlers, ein Porträt seines Lehrers von Nottebohm, den er nach Vollendung des Bildes aus unbekannten Gründen nie wieder aufgesucht hat.
Nach der Gratulation merken die beiden schnell, dass Manth verstimmt ist, und als Claudia die geniale Mappe erwähnt, bricht es aus dem Maler heraus: Er zeigt seine Originalfassung des dreizehnten Blattes, auf dem statt der Liebesgöttin Jesus mit den Wundmalen der Kreuzigung zu sehen ist, als Bekenntnis der Entbehrungen in seinem nur der Kunst gewidmeten Leben, als „Sinnbild alles Leidens“, als „Zeichen des wissenden Künstlers über denen, die da blind geben und nehmen, die den Trieben folgen“. Auf Anraten eines an seinem Werk interessierten Kunstverlegers, der die Darstellung als Blasphemie bezeichnet, und auch seines Lehrers, aber vor allem aus kommerziellen Gründen, veränderte er das leidende Jesusgesicht in eine lächelnde Aphrodite. Diesen Entschluss bereut Manth bis zum heutigen Tage.
Claudias Lieblingswerk ist ihr durch dieses Geständnis – man behelligt niemanden mit seinem Intimleben – „ferngerückt und neufremd“ geworden und der Maler wird ihr „gelassen und nun gewissermaßen nackt beim Essen im hellen Lichte gegenüber[sitzen]“. Er sollte sich, ihrer Meinung nach, „mit dem begnügen, was seine Werke gestehen“.

### Der Stern
Ich-Erzähler dieser Novelle ist Walter. Die Sonate seines verstorbenen Jugendfreundes Oswald Saach ist ihm gewidmet und wird nun von Claudia (Klavier), dem Dichter Alexander Sirmisch (Cello) und Walter (Geige) mit Claudias Mutter und Klaus Manth als Publikum aufgeführt. Der Selbstmord Saachs wegen einer nicht erwiderten Liebe zu einer verheirateten Frau mit zwei Kindern ist für Sirmisch unverständlich und er gibt der „Bourgeoise“ wegen der „Stumpfheit […] des Unvermögens ihrer Seele“ die Schuld an der Verzweiflung des Komponisten. Claudia widerspricht und erzählt, zur Verteidigung der Frauen, die neben dem Musiker „kalt blieb[en]“, von ihren Erfahrungen mit Saach: Sie war seine Klavierschülerin und hat ihn verehrt. Vielleicht sei sie auch bisschen in ihn verliebt gewesen, allerdings nicht in dem Maße wie er in sie. Nach den Stunden hat er auf Spaziergängen lange Gespräche mit ihr geführt und sie hat, wie in seinen Kompositionen, „die brennende Sehnsucht, die leidvolle Größe dieser zwiespältigen Seele, gemischt aus Feinheit und Plumpheit, aus Adel und Miseren“ erfahren und gedacht: „Es mag trotz allem sehr schön sein, von ihm geliebt zu werden - es kann vielleicht, für gewisse Menschen noch schöner sein, ihn zu lieben …“ An jenem Abend offenbarte ihr „der Unbegreifliche […] ein seelisches Faktum, eine kleines Erlebnis […] als wäre seine Seele taub“: seine Liebesbeziehung zu der jungen Gouvernanten Elisabeth Ohlsen, einem wunderschönen „blonden  Mädel“. Die „nach strengen und sittsamen Grundsätzen“ erzogene Tochter eines kleinen Beamten gab „durch die Fremdartigkeit seiner Zigeunerwelt geweckt“, seinen Zärtlichkeiten nach, weil sie „demütig sein mit Wucht entfaltetes Anderssein als Bessersein empfand“, und sie wurde seine Geliebte. Jedoch brach sie eines Tages die Beziehung ab, weil sie sah, „dass sie in ein altmodisches, solides der Pflicht und der Sitten unterworfenes Reich gehöre und nicht in die von sogenanntem Eigenleben durchschwärmte Luft der Künstler und Komödianten“. Aber Saach verfolgte sie mit Liebesbeteuerungen auf einem abendlichen Spaziergang durch den Park. In diesem Augenblick erblickt er am Himmel eine Sternschnuppe, für ihn in seiner „Neigung an die wundererfüllende Magie fallender Sterne“ die Möglichkeit, einen Wunsch zu äußern. An dieser Stelle fragt Claudia ihre Zuhörer: „[U]nd wie heißt die allgegenwärtige Begier des Mannes, der soeben dagegen kämpfte, dass ihm der erste Mensch entgleitet, der ihn um seiner selbst willen liebt? ‚Ruhm‘ rief es in Oswald Saach.“ Sie schließt ihre Erzählung, indem sie dieses Ereignis mit Saachs Tod schicksalhaft verbindet: „Ihm geschah, was er selber wählte. Im Augenblick, wo er am tiefsten zu lieben vorgab, begehrte er am heißesten den Ruhm […] Kann einer, dem es damals mit der Liebe so wenig ernst war, in andern Liebe wecken und schaffen?“

### Das Album
Claudia und Walter sind auf Hochzeitsreise, und Claudias Mutter Eva Eggeling ist alleine in der Wohnung, die sie bis vor kurzem mit Claudia geteilt hat. Die plötzliche Einsamkeit lässt sie über Gott und den Sinn des Lebens nachdenken. Sie merkt, dass Erinnerung sie den Trennungsschmerz vergessen lässt und greift zum Fotoalbum. Von hinten bei den neueren Aufnahmen beginnend blättert sie das Album durch, sieht ihre Tochter beim Tennisspiel, zu Pferd und im Auto, als Abiturientin und gelangt über Claudias Kinderbilder zu Aufnahmen von sich selbst. Aber sie findet „das Leben nicht, das sie dennoch einmal gewesen“ ist: „[E]twas war von ihr gewichen, unmerklich, das sie nie vermisst hatte, es war einzig an Wert und Bedeutsamkeit […] es fand sich nicht mehr vor, und sie wusste nicht, wohin es verdunstet war…“. Diese Dokumente ihres vergangenen Lebens lassen sie an den eigenen Tod denken. Der Besuch von Sirmisch verschafft ihr für kurze Zeit Ablenkung, doch ihre Reaktion auf seine unüberlegte Bemerkung über das am Tisch liegende Album zeigt ihm, wie es um die alte Dame steht.

### Die keusche Nacht
Nach den Hochzeitszeremonien haben Claudia und Walter Angst vor der Hochzeitsnacht: „Heute hatten ihre Körper sich zu erkennen, wie vordem die Seelen […] Das war die Rache der Kultur, die bis hierher drang […] wo die Seele eigentlich nichts zu tun hatte und hemmte, erschwerte und quälte […] Denn hier konnte nur Natürlichkeit retten, schamlos reine Natur, und das verfeinerte Gefühl, das Bewusstsein, das nie erlosch, die unermüdliche Scham erhitzten sich im Kampfe mit der Begierde, die plötzlich vom Geheiß der Sitte legitimiert wurde, zu einer Qual, die den Geist zerfraß wie chemische Säure.“
Zur Lösung ihrer Blockade verspricht Walter im Hotel seiner nervösen jungen Gattin, die folgenden Nächte nur im Bett neben ihr zu liegen, um ihr Zeit zu geben, sich an die neue Situation zu gewöhnen. Während Claudia sich für die Nacht zurechtmacht, wartet er im Vorraum, und als auch er endlich ins Bett kommt, erzählt er ihr, um sie abzulenken, wie er mit einer Studienkollegin eine Nacht in einer Berghütte verbracht und mit dieser wie Bruder und Schwester in einem Bett geschlafen habe. Claudia bezieht jedoch die Geschichte auf sich und fühlt sich verschmäht, und als er sich tröstend über sie beugt, schlägt sie „die Arme auseinander und wie eine Welle über ihm zusammen, als er auf sie herab[fällt]“.

### Die Passion
Walter und Claudia unterbrechen die Rückfahrt von ihrem Hochzeitsurlaub in einer Stadt, um eine Aufführung von Bachs Matthäus-Passion zu besuchen. Während Walter von der Musik tief ergriffen ist, schläft seine Frau neben ihm, erschöpft von der Reise, ein. Er ist zuerst zornig darüber: „Während er sie an seiner Seite spürte, glücklich, weil sie sein Glück teilte, flog ihre Seele abseits und lautlos umher, fledermausbeschwingt, taumelte durch dunkle Atmosphären und vermummte sich in Gestalten von Träumen.“ Er unterdrückt mühsam seinen Zorn und muss sie ins Hotel bringen und den zweiten „den schönsten Teil der Passion opfern, der die gewaltigen Chöre und seine liebsten Arien enthielt“. Aber er hat ein schlechtes Gewissen seiner offenbar kränklichen Frau gegenüber, die sich für den ihm entgehenden Kunstgenuss entschuldigt, und dieses Gefühl verstärkt sich später, als sie ihm ihre Menstruation andeutet.
Sie fühlt das Trennende zwischen ihnen, als er ihr von seiner freudigen Überraschung erzählt, dass das Publikum nach Ende des ersten Teils der Passion nicht applaudiert, sondern schweigend in die Pause geht. Er fühlte „eine tiefe Gemeinschaft mit diesen fremden Leuten“ und fühlte ihre Ehrfurcht vor Gott und „sehnte [sich] vor ihm Ehrfurcht zu haben, ihn zu fühlen wie diese da“. Das gehe „vielen von uns“ ab, und darum seien sie „ärmer“. Als einzelne seien diese Menschen „vielleicht öde Bürger, zusammen handelten sie vornehm, als Gemeinde, als Volk.“  Darauf sagt Claudia zu ihm: „Wir sind heute nicht ganz beieinander, wie? Aber ich lerne schon noch. Gute Nacht.“ Walter denkt ähnlich über den Abend und urteilt „tapfer“: „Nein, sie waren nicht beieinander; nun, so würden sie zu tun haben. Diese Ehe ist ein Anfang und noch nichts mehr“.

### Die Sonatine
Ungefähr drei Wochen später in ihrer neuen Wohnung in Claudias Familienvilla bittet Walter eines Abends seine Frau, mit ihm Schuberts Sonatine op. 137 zu spielen. Dieses Werk hat er schon als Jugendlicher auf seiner Violine geübt und er fühlt sich wieder als 15-jähriger Knabe, „der sich aus seinen Peinigungen, aus den Wirrnissen seiner Seele, die sich nicht verstand“, in die Musik rettete. Er fühlt sich gedrängt, die nun aufkommenden Erinnerungen seiner Frau mitzuteilen und sich von dem zu befreien, was er 15 Jahre mit sich herumträgt, und zugleich von „dem Bewusstsein, dass [seine Frau ihn] gar nicht kannte[-]“. Wie einem Beichtvater vertraut er ihr zuerst einige Verfehlungen wie Diebstahl von Büchern, seine Mordphantasien und „Herrschgier, weil [er] unterlag“, an, und schließlich auch seine homoerotischen Erfahrungen im Schwimmbad mit einem Gleichaltrigen.
Geschockt wendet sich Claudia von ihm ab, schließt sich in ihrem Zimmer ein und braucht einige Zeit, das Gehörte zu verarbeiten und ihre Flucht auf ihre eigene Persönlichkeit zu beziehen. Sie gesteht sich ein, sie habe „von jeher alles, was erniedrigt“, gefürchtet. Ihr Leben sei immer darauf gestellt gewesen, „jenes andere, das man auch ‚Leben‘ nennt, zu verschweigen, nicht zu wissen“. Sie wolle „stets in Reinheit [ihren] Weg gehen“ und ein „Grauen“ befalle sie dem „Gemeinen“ gegenüber. Sie fühlt, dass sie diejenige ist, die im Begriff ist, eine Mauer zwischen sich und Walter aufzurichten, und entriegelt ihre Tür. Sie findet Walter auf der Türschwelle liegend  und sie entschuldigen sich beide für ihr Verhalten. Seine Beteuerung, er hätte sie schonen müssen, wusste er doch, dass ihr „Leben hinweggehen will über alles, das unterhalb des Menschen“ ist, weist sie zurück: „Es musste gesagt werden, einmal, irgendwann. Konnte ich noch länger so nebenher gehen? Einmal wäre es aufgebrochen, und je später, um so schrecklicher […] ich sehe jetzt, es war sehr gut.“ Am Ende verzeihen sie einander im Bewusstsein, dass „das Heutige nur ein Anfang“ ist.

## Form
Novellen um Claudia ist ein Zyklus von sieben Novellen, die sich direkt oder indirekt auf die Liebe und Ehe von Claudia und Walter beziehen. Um die Achse (Kap. 4: Claudias Mutter) sind die anderen Kapitel symmetrisch angeordnet: Als Rahmen (1 und 7) beichtet Walter zwei, seine Persönlichkeitsschichten charakterisierende Ereignisse. 5 und 6 handeln von ersten Erfahrungen der jungen Eheleute miteinander, die ihnen das Trennende bewusst machen. 2 und 3 handeln von den Kunst-Leben-Spannungen zweier mit dem Paar befreundeter Künstler.
Die Episoden werden aus unterschiedlichen Perspektiven berichtet: meist in personaler Form, 2 und 3 in Ich-Form  (Claudia und Walter), und entwickeln sich aus gemeinsamen Kunst-Erlebnissen (Theater-Aufführung, Bach-Passion, Hausmusik, Betrachtung von Zeichnungen). Insbesondere die erste Episode Das Postpaket besitzt einen ausgeprägten Novellencharakter. Dennoch nähern sich die Novellen in ihrer Gesamtheit den Kapiteln eines „fortlaufenden Seelen-Romans“ an, der die Entwicklung der Beziehung der beiden Protagonisten verfolgt. Daher wurde Novellen um Claudia seit der Edition des Wolff-Verlags 1918 als Roman klassifiziert.

## Biographische Bezüge
Vermutlich waren für den Autor seine Frau Beatrice Zweig und die mit ihnen befreundete Helene Weyl die Vorbilder für die Titelfigur Claudia.

## Rezeption
Der Erfolg von Zweigs Erstling wird u. a. damit erklärt, dass „eine ganze Generation ihre seelischen Probleme und moralischen Konflikte in diesem Roman wiederzuerkennen glaubte.“ Auch Sprengel betont den Zusammenhang mit dem „Leben-Kunst Diskurs der Epoche“: Das Grundproblem der Hauptfiguren sei ein „Höchstmaß seelischer Differenziertheit und geistiger Bildung, das ein unmittelbares Ausleben von Gefühlen unmöglich macht.“
Auf „kunstvolle Weise“ lasse der Autor die nach orientalischem Vorbild jeweils in einen epischen Rahmen eingebetteten existentiellen Erlebnisse von einem personalen Erzähler oder in Ich-Form vortragen: Walters „Postpaket“, Manthans „Dreizehntes Blatt“, Oswald Saachs „fallender Stern“, Eva Eggerlings „Album“, Claudias und Walters „keusche Nacht“ und „Passion“, Walters „Sonatine“. Dabei gerate in allen sieben Geschichten „mit heller Sensibilität und mit an der Psychoanalyse Freuds orientiertem Wissen um die Gesetzlichkeiten von Seele und Kunst […] der Liebesprozess zum Erkenntnisprozess, zu einer Folge von Erkenntnisakten, in denen, auch wenn sie im ersten Moment als ‚Verrat‘, als Schamlosigkeit gewertet werden, die Partner Mauern niederreißen, welche die Wirklichkeit des einen von der des anderen trennten.“